# Deiphobe longipes
Deiphobe longipes är en bönsyrseart som beskrevs av Werner 1926. Deiphobe longipes ingår i släktet Deiphobe och familjen Mantidae. Inga underarter finns listade i Catalogue of Life.